# Oxyonchus caputmedusae
Oxyonchus caputmedusae är en rundmaskart. Oxyonchus caputmedusae ingår i släktet Oxyonchus, och familjen Enoplidae. Arten är reproducerande i Sverige.